# Дамаск
Дамаск ( арап. دمشق) је главни и највећи град Сирије. Најстарији је тренутни главни град на свету и четврти свети град у исламу. Културни је центар Леванта и арапског света. Према процени из 2022. године у граду живи око 2.503.000 становника.
Дамаск се налази на реци Барада, на источном подножју планинског венца Антилибанон, 80 km од источне обале Средоземног мора, на висоравни око 680 m надморске висине. Клима је полу-аридна (полу пустињска) због сеновитих киша с Антилибанона.
Данас је Дамаск престолница Сирије где се налазе влада и министарства, док градом управља Министарство унутрашњих послова. Осим што је један од најстаријих непрекидно настањених градова на свету, Дамаск је такође једно од главних културних и верских средишта Леванта. Древни град Дамаска је уписан на -UNESCO}- попис места светске баштине у Азији и Океанији још 1979. Године. 2008. изабран је за арапски главни град културе.

## Називи и етимологија
Име града Дамаск се први пут појавало у географским списку Тутмоса III као T-m-ś-q у 15. веку п. н. е. Етимологија древног имена „T-m-ś-q“ је неизвесна. Она је потврђено као  у Акадијском, T-ms-ḳw у Egиратском,  (דמשק) у старом Арамејском и Dammeśeq (דמשק) у библијском хебрејском. Акадијско спеловање је уочено у писмима из Амарне, из 14. века п. н. е. Касније Арамејско спеловање овог имена често садржи наметљиво resh (слово r), можда под утицајем корена dr, са значењем „насеобина“. Енглеско и латинско име града је „Damascus“ што је преузето из Грчке речи: Δαμασκός која је проистекла из Кумранског Darmeśeq (דרמשק), и Darmsûq (ܕܪܡܣܘܩ) у Сиријском, са значењем „добро наводњена земља“. У арапском, град се зове  (دمشق الشام), мада то становници Дамаска обично скраћују на било Dimašq или aš-Šām, у Сирији, код арапских суседа и у Турској се користи назив .  је арапски термин за „Левант“ и за „Сирију“. Током више истријских периода се регион Сирије називао  (بلاد الشام / „земља Леванта“).

## Географија
Дамаск је изграђен на стратешком месту на платоу изнад нивоа мора и на удаљености од око 80 km Медитерана. Он је заштићен Анти-Лебанонским планинама. Водом га снабдева река Барада. Град се налази на раскршћу трговачких путева: северно-јужне руте која повезује Египат са Малом Азијом, и источно-западне транспустињске руте која повезује Лебанон са долином реке Еуфрата. Анти-Лебанонске планине означавају границу између Сирије и Либана. Овај планински венац има врхове од преко 3000 m и блокира падавине са Средоземног мора, тако да је регион Дамаска донекле сушан. Међутим, у античка времена то је било ублажавано реком Барада, која настаје из планинских потока напајаних топљењем снега. Дамаск је окружен Гутом, наводњаваним пољопривредним земљиштем на којем се гаје многе врсте поврћа, житарица и воћа још од античких времена. Мапе Римске Сирије индицирају да се река Барада уливала у језеро знатне величине источно од Дамаска. Данас се оно назива Бахира Атајба, Неодлучно језеро, јер у годинама са јаком сушом оно не постоји.
Модерни гради има област од 105 km2 (41 sq mi), од којих је 77 km2 (30 sq mi) урбано, док планина Касијун заузима остатак.

### Клима
Дамаск има хладну семисуву климу (BSk) у Кепен-Гејгеровом систему, услед ефекта кишне сенке Анти-Лебанонских планина и превладавајућих океанских струја. Лета су сува и врућа сама мало влаге. Зиме су хладне и донекле кишне; снежне падавине су ретке. Годишње кишне падавине су око 130 mm (5 in), и јављају се од октобра до маја.
| Клима Дамаска (Међународни аеродром Дамаск) 1981–2010 | Клима Дамаска (Међународни аеродром Дамаск) 1981–2010 | Клима Дамаска (Међународни аеродром Дамаск) 1981–2010 | Клима Дамаска (Међународни аеродром Дамаск) 1981–2010 | Клима Дамаска (Међународни аеродром Дамаск) 1981–2010 | Клима Дамаска (Међународни аеродром Дамаск) 1981–2010 | Клима Дамаска (Међународни аеродром Дамаск) 1981–2010 | Клима Дамаска (Међународни аеродром Дамаск) 1981–2010 | Клима Дамаска (Међународни аеродром Дамаск) 1981–2010 | Клима Дамаска (Међународни аеродром Дамаск) 1981–2010 | Клима Дамаска (Међународни аеродром Дамаск) 1981–2010 | Клима Дамаска (Међународни аеродром Дамаск) 1981–2010 | Клима Дамаска (Међународни аеродром Дамаск) 1981–2010 | Клима Дамаска (Међународни аеродром Дамаск) 1981–2010 |
| Показатељ \ Месец                                     | .Јан.                                                 | .Феб.                                                 | .Мар.                                                 | .Апр.                                                 | .Мај.                                                 | .Јун.                                                 | .Јул.                                                 | .Авг.                                                 | .Сеп.                                                 | .Окт.                                                 | .Нов.                                                 | .Дец.                                                 | .Год.                                                 |
| ----------------------------------------------------- | ----------------------------------------------------- | ----------------------------------------------------- | ----------------------------------------------------- | ----------------------------------------------------- | ----------------------------------------------------- | ----------------------------------------------------- | ----------------------------------------------------- | ----------------------------------------------------- | ----------------------------------------------------- | ----------------------------------------------------- | ----------------------------------------------------- | ----------------------------------------------------- | ----------------------------------------------------- |
| Апсолутни максимум, °C (°F)                           | 24,0 (75,2)                                           | 29,0 (84,2)                                           | 34,4 (93,9)                                           | 38,4 (101,1)                                          | 41,0 (105,8)                                          | 44,8 (112,6)                                          | 46,0 (114,8)                                          | 44,6 (112,3)                                          | 42,0 (107,6)                                          | 37,8 (100)                                            | 31,0 (87,8)                                           | 25,1 (77,2)                                           | 46,0 (114,8)                                          |
| Максимум, °C (°F)                                     | 12,6 (54,7)                                           | 14,5 (58,1)                                           | 19,0 (66,2)                                           | 24,7 (76,5)                                           | 30,1 (86,2)                                           | 34,6 (94,3)                                           | 37,0 (98,6)                                           | 36,8 (98,2)                                           | 33,9 (93)                                             | 28,1 (82,6)                                           | 20,1 (68,2)                                           | 14,3 (57,7)                                           | 25,5 (77,9)                                           |
| Просек, °C (°F)                                       | 6,1 (43)                                              | 7,7 (45,9)                                            | 11,4 (52,5)                                           | 16,2 (61,2)                                           | 20,8 (69,4)                                           | 25,0 (77)                                             | 27,3 (81,1)                                           | 27,0 (80,6)                                           | 24,0 (75,2)                                           | 19,0 (66,2)                                           | 12,1 (53,8)                                           | 7,5 (45,5)                                            | 17,0 (62,6)                                           |
| Минимум, °C (°F)                                      | 0,7 (33,3)                                            | 1,9 (35,4)                                            | 4,3 (39,7)                                            | 7,9 (46,2)                                            | 11,4 (52,5)                                           | 15,0 (59)                                             | 17,9 (64,2)                                           | 17,7 (63,9)                                           | 14,4 (57,9)                                           | 10,3 (50,5)                                           | 4,8 (40,6)                                            | 1,7 (35,1)                                            | 9,0 (48,2)                                            |
| Апсолутни минимум, °C (°F)                            | −12,2 (10)                                            | −12 (10)                                              | −8 (18)                                               | −7,5 (18,5)                                           | 0,6 (33,1)                                            | 4,5 (40,1)                                            | 9,0 (48,2)                                            | 8,6 (47,5)                                            | 2,1 (35,8)                                            | −3,0 (26,6)                                           | −8 (18)                                               | −10,2 (13,6)                                          | −12,2 (10)                                            |
| Количина падавина, mm (in)                            | 25,0 (0,984)                                          | 26,0 (1,024)                                          | 20,0 (0,787)                                          | 7,0 (0,276)                                           | 4,0 (0,157)                                           | 1,0 (0,039)                                           | 0,0 (0)                                               | 0,0 (0)                                               | 0,3 (0,012)                                           | 6,0 (0,236)                                           | 21,0 (0,827)                                          | 21,0 (0,827)                                          | 131,3 (5,169)                                         |
| Дани са падавинама                                    | 8                                                     | 8                                                     | 6                                                     | 3                                                     | 2                                                     | 0,1                                                   | 0,1                                                   | 0,1                                                   | 0,2                                                   | 3                                                     | 5                                                     | 7                                                     | 42,5                                                  |
| Дани са снегом                                        | 1                                                     | 1                                                     | 0,1                                                   | 0                                                     | 0                                                     | 0                                                     | 0                                                     | 0                                                     | 0                                                     | 0                                                     | 0                                                     | 0,2                                                   | 2,3                                                   |
| Релативна влажност, %                                 | 76                                                    | 69                                                    | 59                                                    | 50                                                    | 43                                                    | 41                                                    | 44                                                    | 48                                                    | 47                                                    | 52                                                    | 63                                                    | 75                                                    | 56                                                    |
| Сунчани сати — месечни просек                         | 164,3                                                 | 182,0                                                 | 226,3                                                 | 249,0                                                 | 322,4                                                 | 357,0                                                 | 365,8                                                 | 353,4                                                 | 306,0                                                 | 266,6                                                 | 207,0                                                 | 164,3                                                 | 3.164,1                                               |
| Сунчани сати — дневни просек                          | 5,3                                                   | 6,5                                                   | 7,3                                                   | 8,3                                                   | 10,4                                                  | 11,9                                                  | 11,8                                                  | 11,4                                                  | 10,2                                                  | 8,6                                                   | 6,9                                                   | 5,3                                                   | 8,5                                                   |
| Извор #1:                                             |                                                       |                                                       |                                                       |                                                       |                                                       |                                                       |                                                       |                                                       |                                                       |                                                       |                                                       |                                                       |                                                       |
| Извор #2: (сунчани сати, 1961–1990)                   |                                                       |                                                       |                                                       |                                                       |                                                       |                                                       |                                                       |                                                       |                                                       |                                                       |                                                       |                                                       |                                                       |

## Историја

### Дамаск пре нове ере
За Дамаск се тврди да је најстарији у континуитету настањени град света, мада се за исту титулу боре градови Библос, Јерихон и Алеп (Haleb, حلب). У хијероглифским таблицама нађеним у Египту помиње се Димашка као један од освојених градова у 15 веку п. н. е. У ископинама у дворишту Умајад џамије су пронађени предмети из трећег миленијума пре нове ере. Име Димашка се налази у архивама Елбе, а пронађено је и на таблицама у Марију (2500. п. н. е.).
За Дамаск су се водиле многобројне битке током ране историје, почев од израелског цара Давида, Асираца (732. п. н. е.), Навукодоносора (око 600. п. н. е.), преко Персијанаца (530. п. н. е.) до Александра Македонског (који је освојио град 333. п. н. е.). Грчки утицај је ослабио када су Набатејци покорили град 85. п. н. е. Римљани су ускоро протерали Набатејце (64. п. н. е.) и Сирија је постала римска провинција (Syria). Дамаск је у римско доба био веома важан град и постао је војна база армија које су се бориле против Персијанаца. Хадријан је прогласио метрополис у II веку нове ере.

### Дамаск између религија
У Дамаску је Савле од Тарса прешао у хришћанство и постао свети апостол Павле. До краја IV века нове ере већина становништва је примила хришћанство. Храм Јупитера је постао катедрала посвећена светом Јовану Крститељу, чија глава и данас лежи у гробу унутар Омеидске џамије. Са доласком ислама, Дамаск је постао важан центар као седиште Омејидског калифата (калифата), у периоду 661-750 год. Град је нагло растао и хришћанска катедрала претворена је у џамију. Када су Абасиди превладали и преселили калифат у Багдад, Дамаск је опустео.

### Средњи век, турска и монголска освајања
Град су освојили Турци Селџуци (1076), након чега су га крсташи безуспешно покушали преотети 1148. године, пре него је 1154. године коначно пао у руке Нуредина („Нур ад Дин“), генерала турског порекла. Многи споменици у данашњем граду потичу из времена његовог наследника, Саладина („Салах ад Дин“), када је Дамаск био престоница уједињених Египта и Сирије.
Монголи су следећи заузели град, али су их убрзо избацили египатски Мамелуци 1260. године. Током мамелучког периода, роба из Дамаска је била позната широм света и привукла је много трговаца из Европе. Ово је водило ка другој најезди Монгола под Тамерланом, када је град опустошен, а сви уметници и научници депортовани у Самарканд. Мамелуци су се убрзо вратили и наставили изградњу града.
Са почетком четворовековне османске владавине градом (1516. год.) богатство Дамаска се смањује и град постаје тек мала провинцијска престоница унутар великог царства. Једина кратка пауза у османској владавини била је у периоду 1831—1840. године, када је град поново постао главни град египатске Сирије, под владавином Мухамеда Али Паше. Западне силе су интервенисале у страху од колапса Османског царства, и натерале генерала Ибрахим Пашу да се повуче из Сирије.

### Нови век
До 1878. бројност становништва се попела на 150000, а у граду је постојао добро изграђен транспортни систем. 1908. године град је имао мрежу трамвајског превоза и железницом је био повезан са Бејрутом и Медином. Турске и немачке снаге су користиле Дамаск као базу током Првог светског рата. Када су их победили Арапска лига и Савезници, постављена је прва, краткотрајна Влада 1919. године. Французи су добили мандат од Друштва народа и окупирали град и земљу у периоду 1920—1945. Сусрео их је талас незадовољства и отпора, тако да су 1925. применили и бомбардовање као метод сузбијања отпора. Потпуна независност је стечена 1946. године. када су се француске и британске трупе повукле и Дамаск је постао главни град независне државе Сирије.

## Становништво
| Година       | 2011      |
| ------------ | --------- |
| Становништво | 1.711.000 |

## Знаменитости
Дамаск има многе знаменитости из разних историјских раздобља града. Како је град припадао многим културама и народима које су увек градиле на остацима пређашњих грађевина постало је готово немогуће истражити све руине које на неким местима леже 2,5 м испод данашњег нивоа града.
Дамашчанска цитадела (1076) се налази на северозападном углу Старог града, а остаци римског Јупитеровог храма на улазу у сокак Ал Хамадија. Римска средишња улица (decumanus), данас позната као „Улица звана права“, која се наводи у тексту о преобраћењу св. Павла у Делима апостолским 9:11, продужена је до 1,5 km дужине. Улица Баб Шарки (باب شرقي‎, „Источна врата“), која је испуњена многим трговинама, води до старе хришћанске четврти Баб Тума (باب توما, „Врата св. Томе“). На крају улице Баб Шарки налази се подземна капела испод куће св. Ананија (كنيسة القديس حنانيا‎) који је покрстио св. Павла. Сокак Мидхат Паше (سوق مدحت باشا‎) је наткривена пијаца, дуга 490 м, названа по османском управнику који ју је обновио у 19. веку.
Омејидска џамија (جامع بني أمية الكبير‎, Ğām' Banī 'Umayya al-Kabīr) је највећа и једна од најстаријих џамија на свету, те се сматра четвртом најсветијом џамијом ислама. Изграђена је 634. године на месту ранохришћанске базилике посвећене Светом Јовану Крститељу из времена Константина I, те се у њој још увек налази олтар главе св. Ивана Крститеља, којег као пророка поштују и хришћани и муслимани. Ту се такође налази и олтар Мухамедовог унука, калифа Хусејн ибн Алија, али и Саладинов маузолеј у врту џамије. У близини се налази и Џамија Сајудах Рукаја, кћерке Хусејна ибн Алија, као и палата Азем, палата османских управника Сирије.
- Дамашчанска цитадела
- „Улица звана права“ 1900. год.
- Источна врата Баб Шарки
- Врата св. Томе
- Капела св. Ананија
- Сокак Мидхат Паше
- Палата Азем
- Џамија Сајудах Рукаја
- Купола Дамашчанске ризнице у Омејидској џамији
- Османска Џамија текије

### Остале зграде
- Национални музеј у Дамаску

## Градови пријатељи
Дамаск има уговоре о партнерству са следећим градовима:
| - Анкара - Денизли - Истанбул - Буенос Ајрес - Јереван - Малага - Сао Пауло - Торонто - Каиро - Токио - Аман | - Атина - Ферара - Фиренца - Рабат - Букурешт - Кордоба - Мадрид - Будимпешта - Дубаи - Бејрут - Толедо |